# Nikolaus Heilmann
Nikolaus Heilmann (20. dubna 1903 – 4. ledna 1945 - nezvěstný) byl důstojník policie a Waffen-SS v hodnosti SS-Brigadeführer und Generalmajor der Waffen-SS za druhé světové války. Zároveň byl i držitelem Rytířského kříže a mnoha jiných vyznamenání.

## Mládí a počátky u policie
Narodil se 20. dubna roku 1903 v hesenském městě Gundhelm v Německém císařství. Po úspěšném složení maturitní zkoušky a dalších zkoušek se stal učitelem. Tím se živil až do 1. dubna roku 1925, kdy vstoupil ke Schutzpolizei (pořádková policie) a stal se důstojnickým čekatelem. Dne 1. dubna 1929 mu byla udělena hodnost Leutnant (Poručík) a stal se velitelem policejní čety.
K 1. dubnu 1932 byl povýšen do hodnosti Oberleutnant (nadporučík) a byl převelen na policejní akademii v Berlíně-Köpenicku, kde působil jako instruktor taktiky.
Během německé invaze do Rakouska v březnu roku 1938 byl převelen do štábu policejního velitele SS-Brigadeführera Karla von Pfeffera-Wildenbrucha, který byl přidělen k 2. vyššímu armádnímu velení (2. Armeeoberkommando).

## Vstup do SS a služba u policejní divize
Poté, co 1. května roku 1939 vstoupil do řad jednotek SS v hodnosti SS-Hauptsturmführer (Kapitán), byl zařazen k pomocné záložní jednotce náležící pod SS-Oberabschnitt "Ost" (velkoúsek SS "Východ"). Později vstoupil ke 4. SS-Panzergrenadier Division „SS-Polizei“, která v té době působila na území Belgie, Lucemburska a Francie.
Jeho kariéra byla podporována vysoce postaveným policejním šéfem, jeho přítelem SS-Obergruppenführerem Karlem von Pfefferem-Wildenbruchem, s kterým se poznal na jaře roku 1940, když vykonával funkci štábního důstojníka u 4. SS-Panzergrenadier Division „SS-Polizei“ a kde Karl von Pfeffer-Wildenbruch vykonával funkci velitele divize. Dá se také říct, že von byl jediný, kdo o jeho bojových zkušenostech tvrdil něco pozitivního. Byl to právě Karl von Pfeffer-Wildenbruch, kdo jej doporučil na vyznamenání německým křížem ve zlatě, ale Reichsführer-SS Heinrich Himmler byl jiného názoru, protože osobně Heilmanna nepovažoval za dobrého velitele.
Nakonec však svůj německým křížem ve zlatě obdržel 12. srpna roku 1942, kdy sloužil v hodnosti Oberstleutnant (podplukovník) u 4. SS-Panzergrenadier Division „SS-Polizei“.

## Druhá polovina druhé světové války
Dne 21. června 1943 byl povýšen do hodnosti SS-Standartenführer (Plukovník) a byl jmenován náčelníkem štábu u IV. tankového sboru SS, jehož celý štáb byl později převeden ke VI. dobrovolnickému armádnímu sboru SS (později VI. Waffen-Armeekorps der SS(lettisches)), kde byl Karl von Pfeffer-Wildenbruch velitelem.
Jeho dalším služebním místem se stala dne 17. února roku 1944 funkce velitele divize u 15. Waffen-Grenadier Division der SS (lettische Nr. 1). Ještě předtím byl dne 11. února roku 1944 povýšen na SS-Oberführera. Zde vydržel až do 21. července roku 1944, kdy pár dnů před tím (12. července) nechal zastřelit několik lotyšských vojáků SS za ztrátu zbraně, čímž morálka jeho vojáků značně klesla. Za několik dnů jej proto vystřídal v jeho funkci SS-Brigadeführer Herbert von Obwurzer.
Naposledy působil ve funkci velitele divize u 14. Waffen Grenadier Division der SS (ukrainische Nr. 1), kde nahrazuje SS-Brigadeführera Sylvestera Stadlera. Zde však působil jen do 5. srpna roku 1944, kdy byl zraněn a zároveň mu byl při této příležitosti udělen 16. srpna rytířský kříž. Na místě velitele divize jej nahradil SS-Brigadeführer Fritz Freitag.
Ze svého zranění se léčil až do ledna roku 1945, kdy byl odvelen zpět ke 15. Waffen Grenadier Division der SS (lettische Nr. 1), kde měl nahradit SS-Oberführera Dr. Eduarda Deisenhofera, který byl zabit sovětským útokem.
Dne 29. ledna 1945 se Heilmann se svým ošetřovatelem a řidičem vydal hledat štáb V. dobrovolnického horského sboru SS. Poblíž vojenského výcvikového prostoru Wandern narazili na vojáky Rudé armády. Řidiči se podařilo uprchnout, Heilmann a jeho sanitář byli od 30. ledna 1945 nezvěstní.

## Shrnutí vojenské kariéry

### Data povýšení
- Anwärter - 1. duben, 1925
- Leutnant der Polizei - 1. duben, 1929
- Oberleutnant der Polizei - 1. duben, 1932
- SS-Hauptsturmführer - 1. květen, 1939 (Allgemeine SS)
- SS-Sturmbannführer - 20. duben, 1941 (Allgemeine SS)
- Major der Polizei - 20. duben, 1941
- SS-Obersturmbannführer - 5. leden, 1942 (Allgemeine SS)
- Oberstleutnant der Polizei - 5. leden, 1942
- SS-Obersturmbannführer der Reserve - 1. duben, 1942 (vstoupil do Waffen-SS)
- SS-Standartenführer - 21. červen, 1943
- SS-Oberführer - 11. únor, 1944
- SS-Brigadeführer und Generalmajor der Waffen-SS - 30. leden, 1945 (Posmrtně)

### Významná vyznamenání
- Rytířský kříž - 23. srpna, 1944
- Německý kříž ve zlatě - 12. srpna, 1942
- Železný kříž I. třídy - 9. září, 1941
- Železný kříž II. třídy - 27. červen, 1940
- Medaile za východní frontu - 18. srpen, 1942
- Odznak za zranění v černém
- Útočný odznak pěchoty ve stříbře
- Medaile za Anschluss
- Služební vyznamenání policie v bronzu
- Totenkopfring
- Medaile za záchranu života